# Relações entre Irã e Turcomenistão
As relações entre Irã e Turcomenistão são as relações diplomáticas estabelecidas entre a República Islâmica do Irã e a República do Turcomenistão. Ambos são vizinhos, com uma extensão de 992 km na fronteira entre os dois países asiáticos. O Irã foi a primeira nação a reconhecer o Turcomenistão como um país independente, após a dissolução da União Soviética, em 1991. Desde então, os dois países desfrutaram de boas relações e têm cooperado nos setores econômico, de transporte, de desenvolvimento de infraestrutura e de energia. A fronteira marítima no Mar Cáspio, mal delimitada, permanece como uma fonte de tensão entre Irã e Turcomenistão.

## Comércio
O Irã tem o maior volume de trocas comerciais com o Turcomenistão depois da Rússia. A ferrovia Tajan-Mashhad-Sarakhs, o gasoduto Korpeje-Kurt Kui de $139 milhões no oeste do Turcomenistão e a barragem Dousti ("Amizade" em persa) de $ 167 milhões no sul do país foram construídos através de um empreendimento conjunto. A linha de transferência de energia de Balkanabad-Aliabad e vários outros projetos, como o programa de desenvolvimento de comunicações de fibra óptica, a construção de bunkers e outras coisas em Merve e uma refinaria em Turkmenbashi, a construção de terminais de gás liquefeito, e rodovias são exemplos de relações bilaterais crescentes.  Em 2009 cerca de cem projetos industriais foram construídos ou estão sendo construídos no Turcomenistão com a ajuda iraniana.
O volume de negócios anual do comércio diminuiu para $ 1,2 bilhão em 2009 de $ 3,2 bilhões em 2008, principalmente por causa da diminuição do preço do petróleo e do gás. As exportações do Turcomenistão para o Irã aumentaram 42% entre janeiro e setembro de 2007. As principais exportações do Turcomenistão para o Irã foram gás natural, petróleo e produtos petroquímicos, bem como produtos têxteis. O Turcomenistão vendeu 8 bilhões de metros cúbicos de gás para o Irã em 2010 de 5,8 bcm em 2005.  O Turcomenistão normalmente fornece 5% da demanda de gás do Irã. Ambos os países inauguraram o gasoduto Dauletabad-Sarakhs-Khangiran em 2010 para elevar o fornecimento de gás natural ao Irã para 20 bilhões de metros cúbicos por ano.